# Procrastinazione

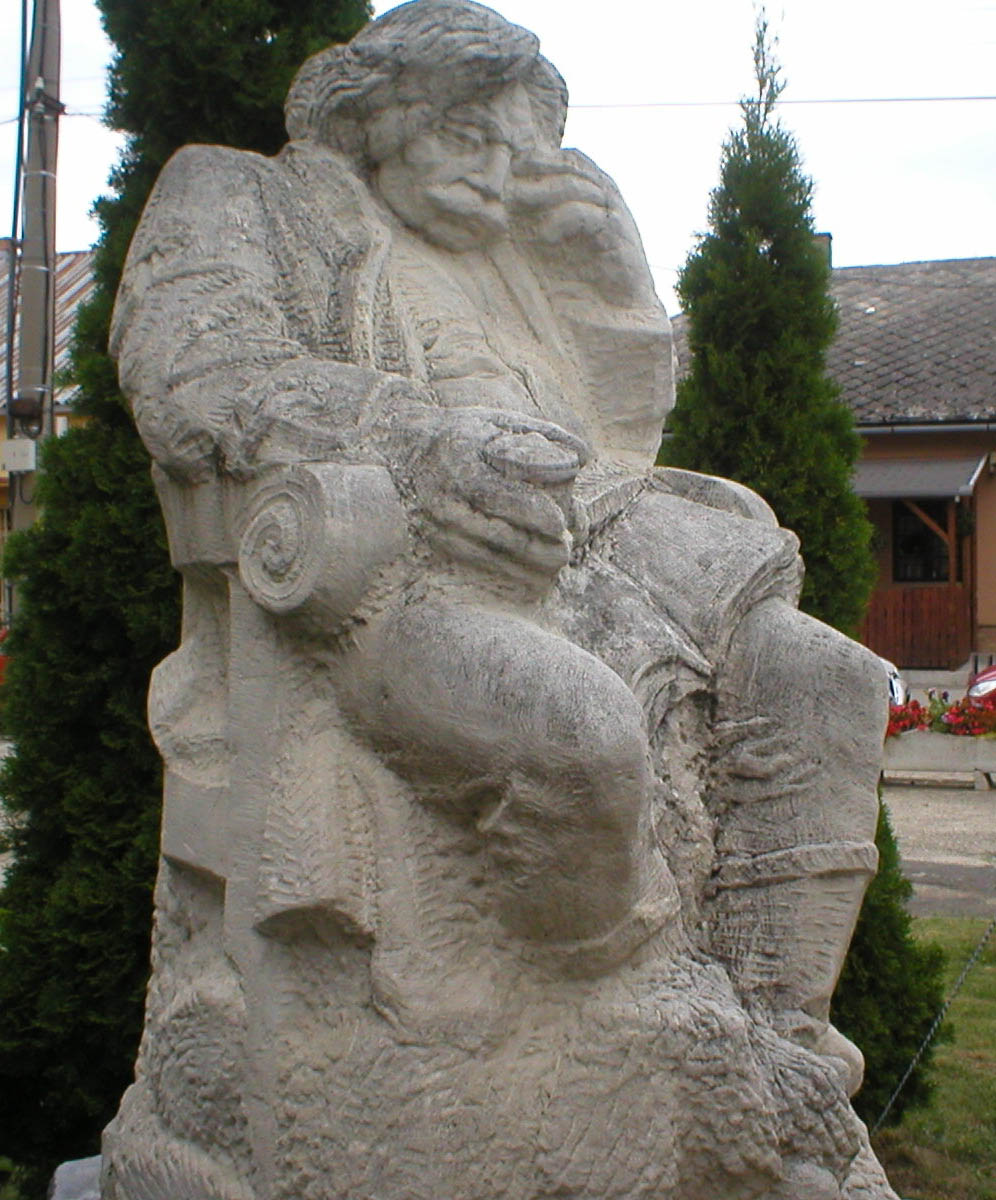
Statua di Paul Pato personificazione della procrastinazione, realizzata da János Nagy a Svodín (Slovacchia)

La procrastinazione, secondo la definizione non scientifica, è una tendenza irrazionale a ritardare un compito nonostante gli effetti negativi del ritardo su di sé e/o su un gruppo di persone o un'organizzazione. Alla procrastinazione sono legati aforismi come "La procrastinazione è il ladro del tempo" (Procrastination is the Thief of Time) e "La procrastinazione è l'Arte di stare al passo con ieri" (Procrastination is the Art of Keeping Up with Yesterday).
Secondo la scienza, una definizione di procrastinazione è un fallimento ad auto-regolarsi associato a varie cause personali e situazionali. Se la procrastinazione appartiene specificatamente al contesto scolastico, per cui lo studio e i compiti vengono posticipati continuamente anche in periodo di esami, viene detta procrastinazione accademica (Academic Procrastination), mentre nello sport viene detta procrastinazione sportiva (Sports Procrastination).
La procrastinazione è l'antitesi della precrastinazione, cioè la tendenza a anticipare l'inizio, svolgimento e completamento di un task. Vangsness e Young (2020) hanno infatti proposto una tripartizione in base a tre diversi aspetti nel processo di svolgimento di un compito (inizio, prosecuzione/perseguimento, completamento) in "tartarughe" (lavoratori assidui), "ninja" (precrastinatori) e "perditempo" (procrastinatori).
Un fenomeno legato alla procrastinazione è il ProcrastinEating, cioè l'abitudine di mangiare cibo spazzatura per alleviare lo stress collegato allo svolgimento di un task che viene procrastinato.

## Etimologia, cause e suddivisioni
Etimologicamente, la parola "procrastinazione" deriva dal latino "pro-", che significa "in avanti; in favore di", e "crastinus", che significa "di domani" (Klein, 1971).
Le cause primigenie (Harris e Sutton, 1983; Green et al., 2000) sarebbero in parte legate alle caratteristiche del compito da svolgere, per cui sono esterne al procrastinatore:
- il tempo dell'ottenimento della ricompensa e/o della punizione (più sono in là, più il compito ha un impatto demotivante)
- le caratteristiche spiacevoli del compito (più sono spiacevoli, più il compito provoca avversione)
- istruzioni non chiare (meno sono chiare, più la voglia di iniziare il compito cala)
- il fatto che la data di completamento (deadline) è fissata da chi deve svolgere il task: le deadline esterne infatti sono tendenzialmente più efficaci[13]

Altre cause sono tratti della propria personalità, per cui sono interne al procrastinatore:
- una serie di tratti riassunti nel modello a cinque fattori di personalità (Five Factor Model, FFM): neuroticismo, estroversione, apertura mentale, coscienziosità e affabilità.[14] Questo modello è incompleto siccome non tiene conto di tutti gli altri tratti di personalità, come ad esempio il temperamento (con un focus sull'affidabilità), impulsività e intelligenza emotiva[5]
- in alternativa, una serie di tratti riassunti nel modello a quattro fattori della procrastinazione: comportamenti dilatori (dilatory behaviours), indecisione, mancanza di puntualità e mancanza di pianificazione (Diaz-Morales et al., 2006)
- in alternativa, una serie di tratti riassunti nel modello a tre fattori di personalità: estroversione, psicoticismo e neuroticismo (Eysenck e Eysenck, 1985), per cui l'estroversione è correlata positivamente con la procrastinazione[15][16]
- motivazione verso il compito
- errori nelle stime di tempo per completare il compito, per cui un compito lungo può essere scambiato per breve. In base a come viene giudicato il tempo, i procrastinatori ottimisti tendono a giudicare il tempo necessario in modo ottimistico, dunque troppo breve, per cui il completamento di un compito deve essere procrastinato in una data più in là; di contro, i procrastinatori pessimisti giudicano il tempo di svolgimento di un compito in modo pessimistico, dunque troppo lungo, per cui, quando finiscono un compito, avrebbero potuto completarlo prima.[5][17] Il giudizio errato del tempo potrebbe provenire da un bias cognitivo (e.g., bias di ottimismo) che si ritrova anche nelle date stimate di completamento dei megaprogetti architettonici e infrastrutturali che vengono poi ritardati anche di anni.
- mancanza di orientamento verso gli obiettivi (goal orientation)
- mancanza di coscienziosità[5][18] ovvero scarso senso del dovere, scarsa autodisciplina, disordine, scarso impegno.[16] La coscienziosità aumenta man mano che aumenta l'età. In particolare, la coscienziosità e dunque l'autodisciplina e autocontrollo è più scarso durante la giovinezza perché la corteccia prefrontale è ancora in fase di sviluppo,[19][20] per cui questi fenomeni hanno (anche) una base neurobiologica.[20]
- mancanza di autoefficacia
- comportamenti di evitamento neurotici (neurotic avoidance);[4][21] l'evitamento neurotico è l'evitamento di azioni o situazioni considerate potenzialmente lesive perché stressogene o per paura di fallire o perché si soffre di impulsività (Gustavson et al., 2014) o per qualunque altro motivo, per cui non vengono affrontate quando invece dovrebbero essere affrontate. L'impulsività, siccome si basa sul rifiuto della gratificazione ritardata, si basa sulla gratificazione istantanea e su un modello comportamentale detto "delay discounting" che indica come, nel contesto dell'impulsività, il valore di una ricompensa cala man mano che passa il tempo e dunque si ritarda; più una persona applica un tasso di sconto del valore della ricompensa ritardata, più sarà impulsiva. L'andamento della perdita di valore della ricompensa segue l'andamento di un'iperbole discendente siccome la perdita di valore è enorme nei primi giorni di ritardo, per poi diventare modesta nei giorni successivi e nel lungo termine: in altre parole, una ricompensa ritardata anche di poco tempo perde gran parte del suo valore subito.[22] Nel caso della procrastinazione, l'evitamento del task (task avoidance) ha dunque cause neurotiche. In tal modo, nell'immediato e nel breve termine le emozioni negative sono affrontate con questa strategia evitante, ma nel lungo termine le conseguenze sono negative; inoltre, le strategie di evitamento sono un tampone che dà sollievo temporaneo, per cui non solo non portano a svolgere un compito importante, ma non sono la soluzione definitiva a ansia, paura e simili emozioni negative. Questi atteggiamenti sono stati ritrovati ad esempio negli studenti proni alla procrastinazione insieme alla mancanza di coscienziosità (Schouwenburg e Lay, 1995). Un comportamento analogo a quelli evitanti è detto da van Eerde (2003) self-handicapping[23] o "autosabotaggio" e "autoboicottaggio", cioè la tendenza a crearsi intenzionalmente ostacoli verso il compimento di un'azione/sforzo e dunque verso il successo per evitare un fallimento temuto e dunque proteggere la propria autostima; un esempio di self-handicapping è proprio la procrastinazione di un compito. Un altro fenomeno è il self-talk negativo, presente nei procrastinatori, per cui si abbattono da soli e demotivano[20]
- dare più importanza/priorità a curare l'umore nel breve periodo e nel presente, anche se la persona nel futuro (il Sé futuro) pagherà le conseguenze della procrastinazione e dunque dell'inazione (Sirois e Pychyl, 2013): infatti, quando il completamento di un compito è fissato molto in là nel futuro e dunque i benefici sono ritardati, la procrastinazione a iniziare o finire il compito entro la deadline permette di portare benefici nel breve termine, come ad esempio un minore stress, emozioni positive e una salute migliore. Tuttavia, la procrastinazione porta a dei costi maggiori nel lungo termine che sono più pesanti dei benefici nel breve termine (e.g., performance più scarsa, bassa autostima, ansia). I procrastinatori dunque ritengono i benefici nel breve termine più importanti dei costi nel lungo termine. Queste ultime considerazioni (Tice e Baumeister, 1997) permettono dunque di definire la procrastinazione come un fallimento dell'auto-regolazione. Una comprensione più profonda del fallimento dell'auto-regolazione è stata trovata facendo perno sulla teoria motivazionale temporale (Temporal Motivation Theory, TMT) di Steel e König (2006):[24] quest'ultima è una teoria della motivazione basata sul tempo e su quattro indicatori, cioè l'aspettativa, il valore, l'impulsività e il ritardo stesso legati tutti e quattro da una formula matematica che calcola la quantità di motivazione.
- una scarsa intelligenza emotiva, dunque un basso quoziente emotivo (EQ) è correlato positivamente alla procrastinazione accademica perché entrambi portano a una bassa resilienza[25]
- una visione dicotomica, polarizzata, manicheistica del tempo: la ricerca del "momento migliore" o addirittura del "momento perfetto" per iniziare, completare o finire un compito sottende una visione in bianco e nero del tempo ("tutto o nulla, bianco e nero")[26]
- la tendenza a voler iniziare e finire un compito in un'unica sessione: se il compito si può frantumare e riorganizzare in più sessioni di lavoro e/o in più pacchetti di lavoro (e.g., la suddivisione in capitoli di una ricerca da scrivere per cui a ogni capitolo corrisponde un'unità tematica), una persona potrebbe non essere prona a iniziare il lavoro per poi lasciarlo momentaneamente incompleto, per quanto l'incompletezza momentanea non sia un problema[26]
- la tendenza a ribellarsi contro il controllo[16] se il compito è imposto
- la tendenza a dimenticarsi di svolgere un compito, in particolare un compito poco piacevole[27]
- il burnout dello studente è positivamente correlato alla procrastinazione in ambito scolastico,[28][29] ma non è chiaro se sia la causa della procrastinazione, se la procrastinazione come effetto porti al burnout dello studente o entrambi
- la dipendenza dallo smartphone (Mobile Phone Addiction, MPA) è correlata positivamente e in modo moderato alla procrastinazione negli studenti e dunque in contesto di procrastinazione accademica. La dipendenza dallo smartphone negli studenti è correlata anche a scarse abilità di time management, per cui non si riesce a implementare un piano anche già precalcolato (Liu et al., 2022; Chen et al., 2021) o non si riesce a terminare in tempo un compito iniziato (Qu et al., 2017).[30] La correlazione tra dipendenza dallo smartphone e gender non è chiara: in Corea del Sud, le femmine sono maggiormente dipendenti dallo smartphone (Choi et al., 2015), ma in Arabia Saudita avviene il contrario (Aljomaa et al., 2016), per cui la correlazione a sua volta con la procrastinazione non è chiara.[30] L'uso smodato dello smartphone potrebbe anche essere una strategia maladattiva alla pari del binge eating e ProcrastinEating per alleviare lo stress da svolgimento di un task
- la procrastinazione è correlata positivamente a una scarsa quantità di sonno: infatti, dormire meno ore rispetto a quanto consigliato dalla scienza porta a sintomi di privazione del sonno e debito di sonno che vanno a minare il benessere psicofisico delle persone, per cui procrastinano alcuni compiti.[5][31][32] La correlazione comunque non è chiara, perché la scarsa quantità di sonno potrebbe anche essere un effetto della procrastinazione: infatti, un compito svolto in ritardo insieme all'ansia che si prova possono portare una persona a dormire di meno. Il nesso di causazione dunque non è completamente chiaro e il rapporto tra scarsa quantità di sonno e procrastinazione potrebbe anche essere bidirezionale, per cui i due culminano in un circolo vizioso. In generale, i procrastinatori hanno anche la tendenza ad andare a letto più tardi, per cui hanno una cronobiologia e ritmo circadiano che li porta a essere dei "gufi notturni" (evening owls) (Díaz-Morales, Ferrari e Cohen, 2008; Digdon e Howell, 2008); questa tendenza contribuisce a diminuire le ore di sonno totali e sarebbe proprio causata dal carico di lavoro extra derivato dalla procrastinazione. In alternativa, lo scarso sonno nei procrastinatori è derivato dall'uso eccessivo dei social media, delle ICT e dei loro schermi illuminati con luce artificiale prima di andare a dormire.[33] Queste attività infatti sono sovrastimolanti e fanno calare la produzione della melatonina, il neurotrasmettitore del sonno. Non è chiaro se anche la qualità del sonno scarsa sia correlata alla procrastinazione.
- la depressione è positivamente correlata alla procrastinazione, ma non è chiaro se la depressione porta a procrastinare o se procrastinare porta come effetto alla depressione, per cui il nesso di causalità/causazione non è chiaro; la relazione potrebbe essere bidirezionale[33]
- nei casi più gravi, può derivare dal disturbo da deficit di attenzione e iperattività (ADHD); in particolare, l'inattenzione è correlata positivamente alla procrastinazione.[20][34] Tuttavia, la procrastinazione non è indicata tra i sintomi dell'ADHD, anche se è un fenomeno che si manifesta[35][36]
- uno studio svolto a Sari, in Iran, ha mostrato come esiste una correlazione positiva tra procrastinazione, auto-efficacia e abuso di droghe (e.g., oppiacei, marijuana e alcol, che contiene etanolo).[37] Inoltre, le dipendenze (da droghe o anche solo dallo smartphone) possono danneggiare la corteccia prefrontale, per cui l'abilità di auto-regolamentazione viene anch'essa danneggiata[30][38]

Infine, altre cause derivano da fattori ambientali, per cui sono esterne al procrastinatore:
- tentazione
- incentivi
- accountability, cioè responsabilità
- un ambiente pieno di distrattori[27] (e.g., uno smartphone che riceve costantemente notifiche). Nel caso peggiore, la persona ha sviluppato una dipendenza da tali distrattori, come ad esempio la dipendenza dallo smartphone, da internet e dai social media; la dipendenza a sua volta ha delle sue cause di origine e come risultato finale portano alla procrastinazione,[16] ma questo è un tratto personale che si può anche legare all'impulsività. Gli ambienti pieni di distrattori sono stati determinanti nella mancanza di focalizzazione negli studenti che seguivano le lezioni online durante la pandemia di COVID-19: a causa dei lockdown, gli studenti erano collegati in DaD e talvolta, al posto di seguire la lezione, svolgevano altre attività (e.g., guardare film, dormire, giocare). Queste distrazioni hanno portato anche a procrastinazione di compiti scolastici e perdite di tempo prezioso che non è stato investito nell'apprendimento[39]
- l'età: la procrastinazione nella vita e specialmente in ambito scolastico aumenta durante l'istruzione universitaria e intorno ai 25 anni raggiunge il picco (Schubert e Stewart, 2000); crescendo e dunque raggiungendo una maggiore maturità e sviluppo cognitivo, diminuisce la procrastinazione e contestualmente aumenta la coscienziosità.[19][20] Inoltre, l'età è correlata anche alla mancanza di coscienziosità siccome la corteccia prefrontale non è completamente sviluppata[20]
- il gender: in ambito accademico, le ragazze mediamente sono meno prone alla procrastinazione rispetto ai ragazzi e mediamente ottengono voti più alti (Balkis and Duru, 2017; Perdomo e Feliciano-Garcia, 2020). Infatti, i ragazzi in generale hanno delle abilità di auto-regolamentazione più basse. Questo dato di fatto porta a un gap educativo tra uomini e donne, in cui le donne sono più avvantaggiate. Ad esempio, le donne conseguono gran parte delle lauree all'università.[19][20] Tuttavia, le donne possono essere più prone a sentire ansia; ad esempio, le studentesse provano una maggiore ansia verso le lingue straniere rispetto agli studenti.[40][41] Un'altra prova è stata trovata da Martinović e Sorić (2018): i due studiosi hanno svolto una ricerca su studenti croati di inglese hanno notato come quasi tutti gli studenti partecipanti allo studio avevano una motivazione strumentale nello studio della L2, dunque basata genericamente sull'utilitarismo, ma in più le femmine avevano livelli più alti di paura di subire un fallimento e di mostrarlo agli altri, paura che ha portato ad alti livelli di ansia verso le lingue straniere anche con effetti deleteri e risposte disadattative secondo la ricerca a tema). Il maggiore livello nelle femmine di ansia verso L2 secondo i due studiosi ha un'origine culturale, dunque deriva da un contesto di background che non è sempre uguale da un Paese all'altro.[42] Ad esempio, una cultura potrebbe mettere più pressione alle femmine e avere aspettative più alte che devono essere soddisfatte per non essere etichettate e sentire emozioni negative.
- il titolo di studio: gli adulti che hanno un titolo di studio superiore tendono a procrastinare di meno rispetto a quelli che non ce l'hanno, ma dietro a questa correlazione dovrebbero nascondersi variabili psicologiche come ad esempio la maggiore capacità di auto-regolarsi che porta a impostare lo studio, riuscire a superare tutti gli esami, finire la tesi di laurea e laurearsi[20]
- l'anno di corso e il tipo di scuola frequentata: nel contesto della procrastinazione accademica, Mao et al. (2022) hanno trovato delle differenze nel grado di procrastinazione tra studenti di scuola media, scuola superiore e college. Inoltre, secondo Özer e Ferrari (2011), gli studenti di scuola superiore procrastinano di più di quelli universitari. Infine, Rosário et al. (2009)[30][43] hanno intervistato 580 studenti di 11-17 anni (dunque di scuola media e superiore) e hanno notato come trend che più l'anno di studio è avanzato, più il livello di procrastinazione accademica aumenta[30]

Un filone di ricerca non si limita a indagare le cause della procrastinazione, ma si spinge allo studio della neuroscienza della procrastinazione siccome osserva come funziona il cervello di persone che decidono di procrastinare un compito a causa di una scarsa volontà. Esempi di studi sono Zhang, Verguts et al. (2021), Zhang, Liu e Feng (2019), Xu, Zhang, Zhou et al. (2023) e Zhang, Becker, Chen et al. (2023).
La procrastinazione è divisa in tre sottotipi, secondo il modello della trinità della procrastinazione (trinity of procrastination): procrastinazione decisionale, procrastinazione eccitante e procrastinazione evitante. Tuttavia, Steel (2010) ha messo in discussione questa tripartizione perché, usando la PPS (Pure Procrastination Scale), non ha trovato differenze distinte tra i tre tipi.
I procrastinatori sono poi suddivisi in due tipi: procrastinatori attivi e procrastinatori passivi. I primi posticipano intenzionalmente lo svolgimento dei task ma contemporaneamente hanno un buon controllo del time management (Corkin et al., 2011) e hanno un temperamento caratterizzato dall'affidabilità (Zohar et al., 2019), per cui lo spostamento è calcolato. I secondi invece non hanno controllo del time management e non posticipano lo svolgimento di uno o più compiti in modo calcolato. I procrastinatori passivi e attivi si distinguono in termini di uso del tempo, percezione del tempo, auto-efficacia, orientamento motivazionale, tipo di strategie di coping usate per contrastare lo stress e l'esito finale (Chu and Choi, 2005).
Alla procrastinazione è anche legato l'utilizzo prolungato delle tecnologie dell'informazione e della comunicazione (ICT); degli esempi specifici sono l'utilizzo smodato dei social media, la dipendenza dallo smartphone e la tendenza costante a controllare le notifiche e i messaggi nello smartphone (Ferrari et al., 2007; Przepiorka et al., 2021; Aalbers et al., 2022; Du et al., 2019). Il fenomeno di mancanza di autocontrollo nell'uso dei social media nello specifico viene detto Social Media Self-Control Failure (SMSCF) ed è causa sia di uno span di attenzione ridotto che di procrastinazione.

## Alcuni ambiti della procrastinazione
La procrastinazione è diffusa in molti ambiti e alcuni filoni di ricerca scientifica hanno anche trattato dei casi di procrastinazione specifici. Esempi di casi specifici sono la procrastinazione della buonanotte (che compromette la qualità del sonno e la sua quantità), la procrastinazione degli studenti nello studio (per cui non si praticano forme efficaci e sostenibili di studio come la ripetizione dilazionata a intervalli crescenti ma le secchiate a ridosso degli esami) con o senza burnout dello studente, la procrastinazione da parte dei membri dello staff di un'organizzazione e la procrastinazione di misure amministrative importanti da parte delle organizzazioni governative nel momento in cui devono gestire più task contemporaneamente e la procrastinazione di decisioni importanti da parte dei governi anche in contesti di crisi globale (Nevill, 2009; Hubner, 2012; Broadbent and Poon, 2015; Legood et al., 2018).
Altri ambiti in cui è stata indagata la procrastinazione sono il tempo libero, la salute, la carriera, l'educazione e le finanze: in questi ambiti, le persone tendono a procrastinare, mentre in ambito genitoriale la procrastinazione è un fenomeno più raro. Gli ambiti in cui le persone tendono a procrastinare sono quelli che influenzano di più la propria vita. Inoltre, gli ambiti in cui le persone hanno rimpianto e rammarico per avere procrastinato sono quelli che influenzano il proprio reddito e i propri guadagni, come l'educazione, le finanze e la carriera; questi ambiti sono anche quelli in cui le persone si descrivono come procrastinatori. La procrastinazione sul posto di lavoro è classificata come un "comportamento sub-ottimale" che aumenta i costi siccome la produttività cala; la procrastinazione consuma almeno oltre 1/4 del tempo di un impiegato al lavoro e l'aumento del costo è calcolato come 10.000$ l'anno per ogni singolo impiegato. I procrastinatori sul posto di lavoro vengono licenziati più facilmente dal datore di lavoro se il lavoro necessita di un'alta motivazione; di contro, è più difficile che vengano licenziati dai posti di lavoro che non necessitano di essere affidabili, di sprizzare energia, di pianificare e simili. Queste posizioni lavorative in generale sono meno motivanti e permettono di praticare la procrastinazione. La procrastinazione sul posto di lavoro dipende da tre dimensioni: fattori intrapersonali (neuroticismo e procrastinazione sul posto di lavoro sono correlati positivamente, mentre la coscenziosità non lo è), fattori situazionali (cause di forza maggiore e incontrollabili come ad esempio la malattia e problemi familiari) e caratteristiche del compito da svolgere (e.g., compiti che hanno una data di ultimazione non chiari). Infine, la procrastinazione sul posto di lavoro porta non solo al rischio più alto di essere licenziati, ma porta anche a salari più bassi e a lavorare part-time invece che a tempo pieno. Siccome sul posto di lavoro le donne procrastinano meno degli uomini, le donne ne ricavano un vantaggio. I colletti bianchi tendono a procrastinare di più rispetto ai collari blu e, nelle società a industrializzazione più alta, i lavoratori procrastinano di più rispetto alle società meno industrializzate probabilmente a causa della diffusione degli smartphone e computer, che sono anche distrattori.
La procrastinazione nei contesto dei gruppi tende a influenzare negativamente la morale e coesione dei gruppi. Inoltre, se in un gruppo alcuni membri procrastinano e altri no, quelli che non procrastinano sono costretti a lavorare di più per recuperare la produttività perduta (Skowronski e Mirowska, 2013).
La procrastinazione in contesto scolastico, dunque in un particolare e importante contesto educativo, è detta "procrastinazione accademica". L'80% degli studenti del college pratica la procrastinazione e quest'ultima è uno dei problemi più comuni tra gli studenti dopo la scuola secondaria, dunque in contesto di studi superiori (Schubert e Stewart, 2000). Nei college specificatamente statunitensi, la procrastinazione colpisce il 95% degli studenti, mentre il 46% degli studenti dice di avere procrastinato a scuola per metà delle volte (Balkis e Duru, 2007). Inoltre, circa 1/3 delle persone indica la procrastinazione come un problema principale nei loro sforzi educativi in generale. La procrastinazione varia in base al grado di scuola che si frequenta (gli studenti universitari procrastinano di meno rispetto a quelli non universitari) e all'anno che si frequenta (più è alto, più la procrastinazione accademica aumenta).
A livello maritale, la procrastinazione tende a procrastinare l'inizio e la fine di una relazione sentimentale; ad esempio, il 24% dei procrastinatori chiede in ritardo di uscire insieme a una potenziale partner in un appuntamento romantico. Inoltre, i procrastinatori potrebbero procrastinare anche la scelta di avere figli e di usare mezzi contraccettivi. La mancanza di coscienziosità e l'impulsività, entrambe correlate alla procrastinazione, sono correlate anche alle gravidanze indesiderate e/o a comportamenti sessuali a rischio.
La procrastinazione può anche presentarsi in ambiti che riguardano la propria salute, come andare dal medico, iniziare una dieta salutare per perdere peso e iniziare a praticare uno sport o praticare una sessione già pianificata di attività fisica. La procrastinazione nell'ambito dell'esercizio fisico viene detta "procrastinazione sportiva" (Sports Procrastination) ed è stata descritta nel dettaglio per la prima volta da Klingsieck e Weigelt (2016); al 2022, era ancora un'area poco trattata dalla ricerca scientifica. I procrastinatori in ambito sportivo non solo spostano in avanti l'inizio di un'attività sportiva o di una sessione di sport, ma tendono già in partenza a pianificare meno sessioni di sport. Alcuni motivi per procrastinare lo sport sono il pensiero della fatica e del dolore muscolare (in realtà evitabili se si organizzano le sessioni con moderazione e includendo le pause) o il fatto che l'esercizio è noioso e ripetitivo.

## Effetti
Il primo effetto immediatamente visibile della procrastinazione è il ritardo dello svolgimento di un compito, un ritardo che inizialmente non era supposto. Il ritardo può anche essere a oltranza e trascinarsi anche per orizzonti temporali molto lunghi. Un secondo effetto è l'impedimento del successo del procrastinatore.
Tuttavia, la procrastinazione ha degli effetti interni al procrastinatore siccome vanno a minare la psiche: infatti, ritardare anche a oltranza un compito potrebbe portare a ansia, depressione e scarsa autostima (Ferrari, 1991; Duru and Balkis, 2017). Inoltre, una persona prona a procrastinare tendenzialmente svolge delle scarse performance: per esempio, nel contesto dello svolgimento di verifiche e esami tende a prendere voti bassi, mentre in contesto di avanzamento di carriera tende a ottenere le promozioni sul posto di lavoro più lentamente. Inoltre, la salute dei procrastinatori tende a essere più scarsa (Sirois, 2004; Legood et al., 2018; Bolden and Fillauer, 2020). I procrastinatori possono anche essere affetti da una vita sedentaria e problemi economici e possono subire gli effetti negativi di una scarsa qualità del sonno e di una scarsa quantità di sonno, siccome l'ansia e il carico di lavoro arretrato a causa della procrastinazione porta a dormire di meno e ad addormentarsi più tardi. Il malessere psicofisico della privazione del sonno e debito di sonno possono a loro volta peggiorare la procrastinazione, in un circolo vizioso.
Qualora i procrastinatori abbiano ruoli dirigenziali e/o politici, gli effetti della procrastinazione di decisioni importanti per la collettività porta a dei danni a quest'ultima. Ad esempio, la procrastinazione delle misure per contrastare la pandemia di COVID-19 ha portato a degli enormi danni economici, finanziari e sociali in alcuni Paesi (Miraj, 2020). Per parallelismo, anche procrastinare misure importanti durante crisi economiche, finanziarie e sociali di qualunque tipo porta a ricadute negative sulla collettività; oppure, procrastinare scelte importanti da prendere in contesto aziendale porta a dei danni all'azienda e a tutti i suoi portatori di interessi (stakeholder) a partire dai lavoratori e a finire con i fornitori di beni e servizi e i soci investitori.
Il burnout dello studente è positivamente correlato alla procrastinazione accademica, ma non è chiaro se sia la causa della procrastinazione, se la procrastinazione come effetto porti al burnout dello studente o entrambi. La depressione è positivamente correlata alla procrastinazione, ma non è chiaro se la depressione porta a procrastinare o se procrastinare porta come effetto alla depressione, per cui il nesso di causalità/causazione non è chiaro; la relazione potrebbe essere bidirezionale. La procrastinazione accademica in generale può portare a una media dei voti più bassi siccome lo studio e i compiti vengono ritardati, invece di essere gestiti in tempi più lunghi, con minore stress e con tecniche efficaci invece di una sessione di cramming o "secchiata". Durante la pandemia di COVID-19, la procrastinazione accademica in alcuni studenti del college ha accentuato le loro pulsioni suicidarie. Infatti, la procrastinazione provoca stress, senso di colpa e ansia che possono portare a idealizzare il suicidio nei casi più estremi; in alternativa, la procrastinazione correlata alla mancanza di auto-controllo o difficoltà a maneggiare la frustrazione porta a vagheggiare il suicidio.
Nelle relazioni, la procrastinazione tende a procrastinare l'inizio e la fine di una relazione sentimentale e potenzialmente anche la scelta di avere figli e di usare mezzi contraccettivi. La mancanza di coscienziosità e l'impulsività, entrambe correlate alla procrastinazione, sono correlate anche alle gravidanze indesiderate e/o a comportamenti sessuali a rischio.
La procrastinazione sul posto di lavoro, a causa del calo di produttività, porta a un aumento dei costi pari a 10.000$ l'anno per ogni singolo impiegato. I procrastinatori sul posto di lavoro possono essere licenziati più facilmente dal datore di lavoro se il lavoro necessita di un'alta motivazione e possono ritenere con più facilità una posizione lavorativa demotivante che incentiva la procrastinazione.
Il procrastinatore a volte consuma spuntini e snack piacevoli come strategia a breve termine per alleviare lo stress legato allo svolgimento di un compito (e dunque gli effetti del cortisolo nel cervello), per cui il cibo è collegato alla procrastinazione, questo fenomeno è detto ProcrastinEating, da una piccola alterazione della parola inglese "Procrastinating". Tipicamente, il cibo consumato è zuccherato, salato o grasso e provoca piacere al cervello, oltre a essere cibo spazzatura scarsamente nutritivo che provoca danni alla salute. Il ProcrastinEating è una forma di emotional eating, cioè mangiare per cause emotive e non per nutrirsi. Tuttavia, il cibo in primis non è una causa primaria della procrastinazione. Un altro fenomeno correlato è il binge eating (BE), che è un disturbo dell'alimentazione che consiste nel farsi abbuffate. Il binge eating è una strategia maladattiva di coping correlata alla procrastinazione e ipervigilanza. I disturbi dell'alimentazione, uniti a un'eventuale tendenza a procrastinare l'attività fisica e l'inizio di una dieta salutare per perdere peso e stare meglio a livello psicofisico, peggiorano i propri problemi di salute.

## La cura e prevenzione
Le ricerche sulla cura e prevenzione sono scarse. Tuttavia, svariate soluzioni sono direttamente ricavabili dalle cause della procrastinazione e attraverso la terapia cognitivo-comportamentale:
- iniziare il compito: anche solo iniziare un compito che si vuole procrastinare aumenta l'autostima e fa calare lo stress gradualmente, per cui il passo più difficile è il primo passo[52][56]
- accettare di svolgere compiti le cui istruzioni sono chiare
- migliorare la gestione delle ricompense[27] esterne (e.g., gratificazione ritardata oppure una distribuzione efficace della gratificazione immediata)
- calcolare il tempo di svolgimento del compito in modo realistico[27] (né ottimistico, né pessimistico) in base alla propria esperienza personale o di altre persone; in altre parole, evitare il bias di ottimismo
- stabilire i compiti da fare attraverso una lista di cose da fare (To-Do List) per una singola giornata o settimana o mese; i compiti sono ordinati per priorità e in base al realismo nel calcolo del tempo di svolgimento. Il punto debole di questa soluzione è costituita dall'interferenza provocata da emergenze e eventi genericamente inaspettati. Pertanto, gli imprevisti e un'eccessiva rigidità nella pianificazione possono demotivare se tutti i task non sono completati, anche quando sono ben pianificati[27]
- accettare compiti motivanti e/o farsi personalizzare il task in base ai propri interessi. Se il task è demotivante ma piccolo, si può svolgere e mettere per primo tra le priorità[27]
- svolgere task demotivanti e grossi ma necessari appena dopo avere svolto un task piacevole per sfruttare il momento[27]
- settare il tempo da dedicare a ogni task o pacchetto di lavoro invece di protrarre il tempo di lavoro in modo indefinito[27]
- farsi fissare da una persona terza la data di completamento del task
- lavorare in un ambiente privo di distrazioni[27]
- usare dei memo attaccati in giro per non dimenticarsi di un task da svolgere[27]
- spegnere il telefono durante lo svolgimento di un compito oppure silenziare sia il suono che le notifiche per promuovere la concentrazione, l'attenzione e l'autocontrollo (e in ultimo luogo diminuire la procrastinazione). Esistono anche delle applicazioni per computer, smartphone e tablet che riducono le distrazioni e promuovono il benessere[20]
- combattere la stanchezza oltre allo stress: le soluzioni sono numerose e includono la cura della qualità del sonno, una dieta salutare (e.g., niente zucchero aggiunto, pochi grassi, molti carboidrati che derivano da fibre), esercizio fisico, meditazione mindfulness e esercizi di visualizzazione mentale del task da svolgere,[27] esercizi di respirazione ritmata profonda,[27] esercizi di rilassamento progressivo dei muscoli, studiare nei momenti in cui si è più produttivi in base alla cronobiologia e moderazione nell'uso dello smartphone e di internet
- ridurre il più possibile la visione dicotomica, polarizzata, manicheistica del tempo basata sulla ricerca del "momento migliore" o addirittura del "momento perfetto" per iniziare, completare o finire un compito sottende una visione in bianco e nero del tempo ("tutto o nulla, bianco e nero")
- imparare e abituarsi a suddividere un compito qualunque in sessioni di lavoro o pacchetti di lavoro,[27] dunque a pianificare il compito a livello di contenuti e di tempo; contestualmente, abituarsi all'idea di iniziare e finire una sola sessione di lavoro e dunque a finire tutto il lavoro in un secondo momento programmato. In sintesi, superare l'approccio lesivo "tutto o nulla" e adottare l'approccio frammentato. In tal modo, non solo si abbandona un modo rigido e dicotomico di percepire il task, ma in più il task è gestibile anche quando si ha poco tempo e poche forze siccome è già frammentato in parti più piccole. La divisione in pacchetti di lavoro e in generale una migliore pianificazione di un compito può avvenire anche tramite alcuni strumenti base del project management ricavabili da Project Management Body of Knowledge (PMBOK) o da opere che trattano le basi di time management. Nello studio, una tecnica efficace di memorizzazione è la ripetizione dilazionata a intervalli crescenti, combinabile con le flashcard.
- nel caso della procrastinazione di gruppo, tra le varie soluzioni possibili si può provare a parlare con chi procrastina e fare accordi in privato su come lavorare e le scadenze da rispettare, redistribuire il carico di lavoro di chi procrastina, sostituire gli addetti ai compiti o sostituire i membri che procrastinano a causa della loro inaffidabilità; se presenti, si possono applicare delle sanzioni anche con intervento di un soggetto terzo. Ad ogni modo, svolgere tutto il lavoro al posto di un procrastinatore non è la soluzione migliore
- nel caso della procrastinazione sportiva, una soluzione è la pratica dell'autocompassione (Self-Compassion): l'autocompassione è l'abilità di accettare le proprie sofferenze inflitte dagli altri o auto-inflitte, affrontarle apertamente, confrontarsi con i propri errori senza autocriticarsi e avvicinarsi alle proprie debolezze con gentilezza e senza giudicarsi (Neff, 2003a). Viceversa, le altre pratiche portano a critiche, giudizi e etichette che possono essere controproducenti psicologicamente o portano a distanziarsi dai propri errori e punti di debolezza. L'autocompassione in generale aiuta a gestire le situazioni negative (Leary et al., 2007) e migliora il benessere, la depressione, l'ansia, la preoccupazione e il neuroticismo in generale (Neff, 2003a). Gli individui dotati di alta autocompassione hanno maggiore attenzione verso la propria salute, per cui adattano comportamenti salutari. Ad esempio, fumano di meno, bevono meno alcol e cercano aiuto medico più spesso (Allen & Leary, 2013), sentono meno stress (Sirois, 2014) e godono di una buona salute (Dunne et al., 2018; Terry et al., 2013). L'autocompassione infine ha ricadute positive anche sulla dieta e lo sport (Biber e Ellis, 2019). Inoltre, chi ha autocompassione ha una maggiore motivazione intrinseca a fare sport invece che estrinseca/esterna a sé (Magnus et al., 2010) e pratica le attività sportive con costanza (Allen e Leary, 2013).[8]
- nel caso della procrastinazione della dieta, anche la pratica dell'autocompassione può portare a dei risultati positivi siccome chi pratica l'autocompassione gode di una maggiore salute. Inoltre, dividere la dieta in varie tappe/step realistiche e vedere ogni singolo step invece che tutto il percorso o il solo obiettivo finale evita di mandare segnali di pericolo al sistema limbico nel cervello[52]
- una passeggiata di 5 minuti durante una pausa da un task stressogeno e che potrebbe essere procrastinato contrasta lo stress causato dal cortisolo e permette la produzione di endorfine nel cervello, le stesse che si producono durante l'attività fisica non intensa. Le endorfine provocano uno stato di benessere. Questo rimedio può essere usato anche per constrastare il ProcrastinEating[57]
- in caso di ADHD diagnosticato (e dunque, in contesto scolastico, di un disturbo specifico dell'apprendimento certificato), la cura dell'inattenzione specificatamente nei casi di ADHD con approccio farmacologici e/o non farmacologici può avere un impatto positivo sulla procrastinazione

Il monitoraggio dei compiti svolti e dunque degli obiettivi raggiunti è essenziale per capire l'impatto positivo, nullo o negativo di una soluzione sulla procrastinazione.
Se il task che si procrastina riguarda un ambito specifico, alcune soluzioni derivano dalla ricerca scientifica a tema (e.g., se il task è un compito di lingua straniera, le soluzioni possibili contro l'ansia verso le lingue straniere e la scarsa autostima nello studio delle lingue straniere sono offerte da un filone di ricerca apposito; se il task è un'attività sportiva, la letteratura scientifica sull'autocompassione può offrire delle soluzioni e spunti di riflessione).
Un contesto in cui la procrastinazione è salvifica è la volontà di suicidarsi: la procrastinazione infatti porta a ritardare il suicidio fino al momento in cui le pulsioni suicide non scompaiono completamente. In generale, gli impulsi suicidari sono spesso momentanei, per cui ci sono dei picchi di motivazione per suicidarsi che costituiscono delle zone di alto rischio; se il suicidio viene inibito e dunque non avviene durante il picco di motivazione, allora la motivazione nei momenti successivi cala vistosamente (Donna et al., 2018). Il suicidio può essere procrastinato sia con argomentazioni razionali che senza alcun motivo apparente.

### I tratti neurotici
Alcune soluzioni derivano dalla terapia cognitivo-comportamentale, che dovrebbe essere sicuramente usata nei casi più gravi di procrastinazione cronica. Queste soluzioni sono mirate ad alleviare i propri tratti neurotici che provocano l'evitamento e innescano l'autosabotaggio. Pertanto, per contrastare la procrastinazione potrebbe non essere sufficiente svolgere i compiti, pianificare le cose da fare, studiare time management e adottare uno stile di vita salutare secondo la scienza: è necessario anche alleviare i tratti neurotici della propria personalità, per cui una delle prime ricadute positive di questo intervento può manifestarsi proprio sulla procrastinazione.
Le soluzioni sono contrastare delle assunzioni, pregiudizi, postulati e visioni insalubri direttamente legate alla procrastinazione; siccome le idee non sono innate, queste assunzioni derivano dall'osservazione degli altri o sono state inculcate da figure con cui si è entrati in contatto. Le assunzioni insalubri si individuano nel momento in cui si pensa a sé stessi mentre si applica un altro modo di fare a cui sottende un'altra assunzione. Una volta capito che il nuovo modo di fare è più salubre, si pensa a come applicare il nuovo modo di fare nella vita quotidiana in modo graduale. Dunque:
- un esempio di assunzione insalubre è la tendenza a voler iniziare e finire un compito in un'unica sessione: se il compito si può frantumare e riorganizzare in più sessioni di lavoro e/o in più pacchetti di lavoro (e.g., la suddivisione in capitoli di una ricerca da scrivere per cui a ogni capitolo corrisponde un'unità tematica), una persona potrebbe non essere prona a iniziare il lavoro per poi lasciarlo momentaneamente incompleto, per quanto l'incompletezza momentanea non sia un problema[26]
- un altro esempio è non tollerare un'azione perché imposta. Questo modo di pensare, se non deriva dal contesto culturale in cui si vive, deriva da esperienze negative in passato in cui il soggetto è stato/si è sentito dominato e prevaricato o dall'osservazione dei benefici delle persone che occupano posti di potere, per cui possono imporre. Pertanto, la soluzione e cura è imparare a tollerare un'azione se è svolta a seguito di imposizione da parte di un'altra persona: anche se demotivante perché è un ordine o perché si farebbe l'azione diversamente o perché ci si sente deboli e sottomessi se si eseguono ordini, le imposizioni sono parte naturale della vita di una persona e servono anche a fare funzionare la società,[59] che altrimenti sarebbe un'anarchia. Contestualmente, dare potere a un altro individuo non è una privazione di libertà e/o un segnale di debolezza propria. Infine, anche le persone che occupano i massimi posti di potere nel mondo non hanno libertà assoluta e sono soggette a imposizioni. Infine, non seguire ordini può portare a conflitti con gli altri e, se sono con i superiori, questi conflitti innescano ulteriori problemi (e.g., non avere promozioni sul posto di lavoro[59] o essere sanzionati o licenziati)
- un altro esempio è rifiutarsi di fare un'azione noiosa o difficile perché la vita è una sola ed è troppo breve per fare cose che non piacciono o che sono difficili, per cui ci si sente senza vitalità; inoltre, secondo questo pensiero, la vita deve essere sempre divertente e il divertimento va sempre messo per primo, per cui secondo la logica è ininterrotto. Questo pensiero deriva dal contesto culturale in cui si vive o da esperienze negative e traumatiche in passato in cui il soggetto si è sottoposto a lunghe sessioni stakanoviste di lavoro duro e difficile; probabilmente, questo lavoro duro e difficile non è stato nemmeno apprezzato e/o si è rivelato inutile. In alternativa, deriva dall'osservazione di persone dipendenti dal lavoro e degli effetti negativi che questa dipendenza arreca alla salute psicofisica (il caso limite è il karōshi, la morte o suicidio sul posto di lavoro). Fare un'azione noiosa o difficile tuttavia è a volte necessario se si ha un obiettivo personale da raggiungere, fa parte della vita quotidiana ed è dunque qualcosa di normale, routinario e prevedibile; fare sempre e solo azioni divertenti e facili non porta da nessuna parte nella vita. Inoltre, vedere i propri pari che fanno azioni noiose o difficili e raggiungono i propri obiettivi a differenza propria è frustrante. Inoltre, un buon risultato raggiunto dopo avere svolto azioni noiose o difficili è piacevole e i risultati sono importanti tanto quanto il divertimento nella vita. Svolgere più volte task noiosi può portare ad abituarsi e a non sentire più la noia o a portarla a un livello gestibile, per cui si sviluppano tolleranza e pazienza; si può iniziare a abituarsi svolgendo costantemente il task noioso per pochi minuti per poi aumentare il tempo gradualmente, se è un task lungo. Le azioni noiose o difficili, se si pianificano i compiti all'interno di una giornata, settimana o mese, si possono bilanciare con le attività divertenti o facili. Infine, le azioni noiose o difficili possono essere nel breve termine, per cui non sono necessariamente nel lungo termine, e queste azioni possono avere benefici nel lungo termine[59]
- la paura del fallimento è un fenomeno che deriva da considerazioni insalubri che portano (anche) alla procrastinazione. Tra le cause, vi sono il perfezionismo (fare un'azione senza il minimo errore o imprecisione e/o dare il 100% di sé se non oltre), il desiderio di ottenere sempre e a priori il successo totale, la paura del giudizio negativo degli altri e una scarsa autostima (da cui deriva la certezza irrazionale di riuscire solo a fallire, per cui si sente paura di un fallimento inevitabile). Questo pensiero deriva dal contesto culturale in cui si vive o da esperienze in cui si veniva sempre e solo criticati per gli errori e le sviste in un lavoro accettabile o in cui si veniva sempre e solo approvati e lodati se il lavoro era fatto eccezionalmente bene. Inoltre, il perfezionismo e la paura dei giudizi negativi in particolare possono derivare anche da un narcisismo di fondo, siccome un narcisista può essere perfezionista, può proporre degli standard e obiettivi irrealistici e irraggiungibili per sé (e anche gli altri) e può essere insofferente ai feedback negativi.[60][61] Tuttavia, la perfezione è solo un concetto astratto che non può esistere concretamente e di cui non si può fare esperienza sensibile. È più realistico essere consapevoli di poter fare un'azione molto bene o di migliorare laddove ci sono errori e imperfezioni o di non potere raggiungere la massima abilità in ogni propria attività. Il perfezionismo, siccome postula una differenza tra un'azione perfetta e un'azione imperfetta, si basa inoltre su una visione rigida dell'agire e dei risultati propri e/o altrui: la visione è dicotomica, polarizzata, manichea e in bianco e nero, senza una gradazione di grigi. Quanto alla paura del giudizio negativo degli altri, le persone non giudicano ogni azione e, se giudicano negativamente in modo costruttivo, il contenuto della critica è un feedback utilizzabile per migliorare durante il prossimo tentativo e ricavare i benefici del miglioramento. I feedback sono indispensabili in un percorso di apprendimento di qualunque cosa. Una persona può anche iniziare a ricercare attivamente i feedback dagli altri per poi ragionarci sopra. La paura di fallire, oltre a portare alla procrastinazione e a emozioni negative, porta a impiegare molto tempo per svolgere un task,[59] a esaustione fisica e nei casi peggiori a burnout.[62] Infine, se il perfezionismo e la fissazione di obiettivi irrealistici e irraggiungibili per sé deriva da un narcisismo di fondo, è utile intervenire sul proprio narcisismo e fissare obiettivi SMART (specifici, monitorabili/misurabili, raggiungibili, realistici e ancorati a un orizzonte temporale).
- la paura dell'incertezza o che avverrà una catastrofe deriva dal desiderio di avere l'intera situazione e l'evoluzione futura sotto controllo per evitare imprevisti o i fallimenti di cui una persona ha timore; un atteggiamento correlato è quello di prepararsi al peggio, mentre sia la paura di fallire, del giudizio negativo degli altri e dell'incertezza possono portare all'inazione e dunque al comportamento evitante (e.g., procrastinazione). Questo pensiero deriva dal contesto culturale in cui si vive (per cui si inculca il pensiero di dovere essere sempre certi e preparati e avere sempre tutto sotto controllo) o di fare esperienza di molti imprevisti e instabilità nella propria vita. Come terza causa, deriva dall'avere vissuto un trauma nella propria vita per cui si cerca di non farlo avvenire di nuovo mentre si effettua un'azione. La persona potrebbe pensare inoltre che è possibile avere la certezza su tutto, la razionalità illimitata (invece che la razionalità limitata) e l'informazione completa su tutto, incluso il futuro; inoltre, un minimo grado di incertezza per la persona è intollerabile. Tuttavia, è impossibile sia evitare sempre ogni imprevisto (gli imprevisti, come dice la parola stessa, sono fatti "non visti in anticipo"), è impossibile avere certezza su tutto ed è impossibile avere l'informazione completa su tutto e dunque la razionalità illimitata in contesto di decision making; avere incertezze va parte della vita e, in quanto è un fatto quotidiano e comune, deve essere tollerato. Non tollerare l'incertezza, oltre alla sofferenza, porta a comportamenti evitanti come la procrastinazione. In tal modo, un proprio obiettivo non verrà mai raggiunto e non si uscirà mai dalla zona di comfort. Inoltre, in caso di imprevisti, è utile imparare a gestire concretamente e psicologicamente gli imprevisti. Siccome l'imprevisto è qualcosa che non può essere visto in anticipo, un modo di fare pratica nella gestione degli imprevisti senza arroccarsi nella paura dell'incertezza è quello di agire e gestire i singoli imprevisti man mano che si manifestano, ammesso che si manifestino.[59]
- la scarsa fiducia in se stessi è il pensiero di non poter fare qualcosa perché ci si ritiene incapaci a livello di conoscenze e/o competenze. Non sentirsi all'altezza del compito e adeguati alla situazione da affrontare porta a comportamenti evitanti neurotici come la procrastinazione o una tendenza a arrendersi facilmente: infatti, iniziare il compito o anche solo fare un tentativo porterebbe a smascherare la propria inadeguatezza. Inoltre, alla pari del perfezionismo, chi ha una scarsa auto-confidenza è prono a autocriticarsi e pregiudicarsi pesantemente. Dopodiché, chi ha scarsa auto-confidenza ammette i propri limiti e debolezze, ma non li bilancia e soppesa con i propri pregi, per cui l'autovalutazione presenta una distorsione cognitiva (bias). La paura di fallire e la scarsa auto-confidenza possono derivare entrambi da un'esperienza di fallimento che diventa traumatica. Infine, l'autostima è correlata al locus of control esterno: il locus of control (LoC) esterno è la tendenza di una persona ad attribuire i propri successi e fallimenti a fattori esterni a sé e incontrollabili (e.g., il caso, il destino, Dio, il karma, una lobby), mentre il locus of control interno attribuisce i propri successi e fallimenti a fattori interni (e.g., la qualità e quantità del proprio lavoro e il proprio livello di abilità).[63] Questo pensiero deriva dall'avere ricevuto costantemente critiche e attacchi personali sul fatto di essere un incapace e/o una persona che non diventerà nulla. In alternativa, deriva dal non avere mai ricevuto una lode per le proprie abilità e successi. Lo sviluppo del locus of control esterno potrebbe derivare da inferenze errate della persona, che nell'attribuire le cause di un successo o fallimento non tiene mai conto dei fattori interni alla persona; nel caso di una persona con tendenze narcisistiche, potrebbe derivare dalla tendenza di incolpare sempre gli altri per i propri fallimenti. Secondo Roazzi, Attili e Di Pentima (2016), nei casi più gravi il locus of control esterno deriva da maltrattamenti subiti durante l'infanzia da una figura genitoriale (caregiver), dunque un'autorità su cui il bambino non può avere controllo.[64] Come prima soluzione, la persona nell'autovalutarsi e nell'attribuzione di successi e fallimenti deve sempre tenere in mente i propri pregi/difetti e punti di forza/debolezza, per cui alcuni successi sono dovuti a fattori interni; dopodiché, deve tenere a mente che ogni persona ha punti di forza e debolezza, per cui una visione idealizzata è distorta e fallace. Infine, l'autocritica che non si affianca all'elogio dei risultati positivi è sbilanciata.[59]

La terapia dovrebbe includere, se presenti, anche la cura dell'ansia, impulsività e l'aumento della coscienziosità e autoefficacia. In particolare, si può partire dall'identificazione delle cause e situazioni che creano ansia e impulsività. Dopodiché, le strategie di coping maladattive (e.g., il ProcrastingEating e il binge eating) vanno evitate in quanto non adattive; nel caso specifico dei disturbi dell'alimentazione, va trovata una strategia adattiva che sostituisca il consumo smodato di cibo.
Inoltre, è importante prevenire o curare una propria eventuale sindrome da burnout e/o un momento di depressione. La ricerca scientifica offre soluzioni o spunti di partenza anche in burnout che avvengono in contesti specifici (e.g., burnout dello studente insieme al più generico burnout da apprendimento) e in situazioni di ansia situazionale invece che generale (e.g., ansia verso le lingue straniere).
Altre soluzioni e strategie in ambito terapeutico usano la concettualizzazione di caso (Case Conceptualization) per capire le difficoltà dei pazienti, capire la prontezza a cambiare e dunque stabilire obiettivi realistici (Ramsay, 2002). Altre tecniche sono la desensibilizzazione sistematica (Systematic Desensitization), le tecniche di rilassamento, la terapia comportamentale razionale-emotiva o psicoterapia RET-REBT (Rational-Emotive Therapy, RET) e l'abitudine allo stress attraverso il training da inoculazione dello stress (Stress Inoculation Training) (Balkis e Duru, 2007). Un'altra strategia è l'attivazione comportamentale (Behavioral Activation) e si basa sull'esposizione graduale del procrastinatore a un task che vorrebbe procrastinare in modo tale da cambiare i suoi pattern comportamentali (Rozental e Carlbring, 2013).
Una soluzione trasversale ai tratti neurotici è la meditazione mindfulness, che fa ricollegare la mente al presente.
L'autocritica eccessiva e gli auto-insulti, nel momento in cui una persona è consapevole della propria tendenza negativa a procrastinare e degli effetti negativi, sono controproducenti rispetto al self-talk motivazionale. Di contro, l'incoraggiamento è più salutare. Anche il self-talk motivazionale basato sul desiderio, la preferenza e la scelta ("Voglio fare X, preferisco fare X, scelgo di fare X") è più salutare rispetto al self-talk basato sull'obbligo ("Devo fare X") e basato su paragoni con gli altri.
Le misure preventive per la procrastinazione possono essere intraprese fin dall'infanzia siccome alcune cause profonde della procrastinazione sono radicate nelle scelte di parenting. Ad esempio, i bambini che crescono in famiglie che mettono in dubbio le loro abilità di ottenere risultati e contemporaneamente sono esigenti possono sviluppare tratti da procrastinatore (Burka e Yuen, 1983). Abbasi e Alghamdi (2015) inoltre speculano che i genitori che impongono troppe pause ai bambini o che impongono di "finire dopo" un compito possono inoculargli la tendenza a procrastinare. Non è chiaro se fare assumere responsabilità ai figli fin da piccoli possa disincentivare la procrastinazione. Da queste considerazioni e ipotesi, i genitori possono adottare delle scelte genitoriali che disincentivano e prevengono la procrastinazione.

### L'intelligenza emotiva
La resilienza psicologica si può anche incrementare insieme al quoziente emotivo, siccome un alto quoziente emotivo è correlato negativamente alla procrastinazione perlomeno in ambito scolastico.
Una ricerca di Dominika, Masar e Baranovksa (2020) ha confermato questa scoperta nelle studentesse universitarie e riconfermata in generale da Deiz, Traz e Aydogan (2009) e da Pychyl (2009). Infatti, secondo Goleman (1997), le persone che possiedono un'alta intelligenza emotiva hanno i propri desideri sotto controllo, svolgono le priorità per prime e ne affrontano gli eventuali ostacoli se sono compiti difficili o che rappresentano una sfida; pertanto, sanno posticipare la propria soddisfazione personale in un secondo momento con il risultato che la loro produttività e performance migliorano. Inoltre, questo tipo di persone è facile da motivare e, se falliscono, non si abbattono e non perdono completamente la speranza di raggiungere il successo, per cui riprovano. Mikolajczak e Luminet (2008) aggiungono che queste persone non guardano ai problemi come qualcosa di ingestibile o impossibile da raggiungere, ma come una sfida, per cui si attivano. In sintesi, le persone emotivamente più intelligenti sono capaci di valutare e esprimere meglio (presso gli altri, nel self-talk o in un diario) le priorie emozioni oltre a quelle altrui, usare e controllare le proprie emozioni, risolvere problemi e dunque influenzare positivamente la qualità della propria vita (Orme e Bar-On, 2002; Konrad e Hendl, 1997; Boyatzis, 2006; Daus e Ashkanasy, 2005), per cui tendono a non procrastinare come strategia di coping maladattiva, ad avere competenze migliori nel time management, ad avere maggiori capacità di adattamento alle situazioni e a usare anche strategie di prevenzione di simili problemi già affrontati. In ambito accademico, i voti e le medie dei non procrastinatori che hanno un'alta intelligenza emotiva sono più alti (Duran et al., 2006). Le persone emotivamente più intelligenti hanno anche capacità di processare le informazioni migliori (Bachman, Stern, Campbell e Sitarenios, 2000).
L'unico nodo problematico nel rapporto tra intelligenza emotiva e procrastinazione è il fattore della socievolezza: secondo Kaliska e Salbot (2011) la socievolezza porta le persone a stare con gli altri e ascoltarli quando comunicano. Quest'attività di comunicazione e ascolto porta le persone a non procrastinare; inoltre, le persone socievoli possono chiedere l'aiuto di altre persone o svolgere il compito con loro quando devono svolgere un task complesso e/o che non vogliono procrastinare. Di contro, un'altra ricerca ha smentito questo nesso.

### Discussione delle scuse tipiche
Il Centre for Clinical Interventions (CCI), controllato dal Governo australiano, ha elencato e discusso in due pubblicazioni le scuse tipiche dei procrastinatori in quanto la procrastinazione è un problema di natura psicologico che ha interesse a risolvere:
- "sono stanco": ma si può iniziare anche una piccola frazione del compito (e.g., svolgere pochi minuti di compito)
- "mi perderò quello che sta accadendo ora di divertente": ma se si inizia ora, si avrà più tempo per divertirsi dopo (gratificazione ritardata)
- "non ho quello che mi serve": ma si può provare a iniziare anche una piccola frazione del compito con quello che si ha, poco o tanto che sia
- "ho tanto tempo": ma è meglio iniziare prima invece che a ridosso della data di completamento
- "ho altre cose da fare": ma è probabile che non abbiano la stessa importanza del compito, per cui queste ultime si possono procrastinare, delegare o non iniziare mai
- "non mi sento ispirato": me se si inizia, l'ispirazione può venire man mano che si svolge il compito
- "non ho abbastanza tempo per svolgere tutto il compito": ma si può svolgere una parte del compito; inoltre, durante la seconda sessione di svolgimento, il tempo totale di completamento sarà minore siccome una parte è già svolta
- "lavoro meglio sotto pressione": ma se il compito è dilazionato, la pressione totale potrebbe accumularsi
- "non sono dell'umore adatto": ma se si inizia, l'umore può migliorare

Inoltre, se mai dovesse capire il momento migliore in cui iniziare qualcosa (ammesso che per miracolo verrà e che il compito verrà effettivamente iniziato e completato), questo momento migliore potrebbe venire dopo molto tempo.
La propria stanchezza o mancanza di ispirazione o umore si può anche misurare individualmente con una scala graduata da 0 a 10 per poi iniziare il compito anche solo per 5-10 minuti; dopo i 5-10 minuti, si può misurare nuovamente la propria stanchezza. In tal modo, si può verificare di riuscire a svolgere il task nonostante il proprio livello di stanchezza/scarsa ispirazione/umore e si può pure misurare se la stanchezza correlata al task aumenta o diminuisce. Il test è ripetibile più volte per un risultato più affidabile. Un'attività piacevole potrebbe essere considerata leggera, mentre un'attività motivante e con un grado di difficoltà appena superiore al proprio livello di competenze può assorbire completamente una persona, per cui si innesca lo stato di flusso.